# Rómula (película)
Romola es una película dramática americana de 1924 dirigida por Henry King y rodada en Italia. Basada en la novela de George Eliot del mismo título, sus protagonistas fueron Lillian Gish, Dorothy Gish, William Powell y Ronald Colman. También participó el actor español Bonaventura Ibáñez.
Ésta fue la segunda película  en que Henry King dirigió Lillian Gish y Ronald Colman para Inspiration Films, una compañía de producción independiente creada por King, Charles Duell, y las estrellas Lillian Gish y Richard Barthelmess.

## Argumento
En la Florencia renacentista, un comerciante conoce un náufrago que se presenta como Tito Melema, un joven estudiante ítalo-griego. Introducido en las altas esferas de la ciudad, será recibido por el sabio ciego Bardo Bardi, de cuya hija Rómula se enamora. Con la ayuda de Spini, un aventurero, Tito llega a Magistrado Jefe, pero se vuelve impopular por su mala conducta: vende los libros sagrados del padre de Romola, se casa fraudulentamente con Tessa y condena a muerte al sacerdote Savonarola, idolatrado por el pueblo. Llevados a la furia por la muerte del clérigo, estalla un motín que va tras Tito, quien se ahoga en el río. Romola encuentra a Tessa y cuida de ella, hallando la felicidad con Carlo, un escultor que le ha sido fiel.

## Reparto
- Lillian Gish como Romola.
- Dorothy Gish como Tessa.
- William H. Powell como Tito Melema.
- Ronald Colman cuando Carlo Bucellini.
- Charles Willis Lane como Baldassar Calvo.
- Herbert Grimwood como Girolamo Savonarola.
- Bonaventura Ibáñez como Bardo Bardi.
- Frank Puglia ciomo Adolfo Spini.
- Amelia Summerville como Brigida.
- Tina Ceccaci Renaldi como Monna Ghita.
- Eduilio Mucci como Nello.
- Angela Scatigna como Bratti.
- Ugo Uccellini como el Obispo de Nemours.
- Alfredo Martinelli como Capitán del barco.
- Attilo Deodati Como Tomaso.